# Fluxo de caixa do acionista
O fluxo de caixa do acionista (FCA) visa avaliar os recursos aplicados pelos investidores na empresa. Segundo Damodaran o FCA é o fluxo de caixa existente após o pagamento de despesas operacionais, das obrigações tributárias, das necessidades de investimento, do principal, de juros e de quaisquer outros desembolsos de capital necessários à manutenção da taxa de crescimento dos fluxos de caixa projetados, descontado pelo custo do capital próprio (Ke).
Gerar caixa para pagamento das despesas de juros e pagamento da Dívida Nominal é a diferença básica no cálculo do FCA de uma empresa não-alavancada (Modelos 1 e 2) para uma empresa alavancada (Modelos I e II).

## Cálculo do FCA para uma empresa não-alavancada (modelo 1)
Receitas (Revenue)
(-) Custos Operacionais
(-) Despesas de Depreciação e Amortização
(=) Lucro Operacional (Operating profit)
(=) Lucro Antes de Juros e Imposto de Renda (LAJIR) (EBIT)
(-) Juros
(-) Imposto de Renda
(=) Lucro Líquido (Net Income)
(+) Despesas de Depreciação
({\displaystyle \pm }) Variação do Capital de Giro Não-Monetário  (*)
({\displaystyle \pm }) Variação de Investimentos (Variação de Máquinas) (**)
(=) Fluxo de Caixa do Acionista (FCA) ou Free Cashflow to Equity (FCFE)
(*) Se o período 2 (X2) maior que período 1 (X1) representa um aumento no Capital de Giro (CG), portanto, uma Saída de Caixa, a diferença será negativa; do contrário, a diferença será positiva, revelando diminuição do CG, por conseguinte, uma Entrada de Caixa.
(**) Se o período 2 (X2) menor que período 1 (X1) representa imobilização de recursos (Investimentos), portanto, uma Saída de Caixa, a diferença será negativa; do contrário, a diferença será positiva, revelando baixa de imobilizado (desinvestimentos), por conseguinte, uma Entrada de Caixa.

## Cálculo do FCA para uma empresa não-alavancada (modelo 2)
Receitas
(-) Despesas sapo
(=) Lucro antes do pagamento de juros, impostos, depreciação e amortização (EBITDA)
(-) Depreciação e Amortização
(=) Lucro antes do pagamento de juros e impostos (EBIT)
(-) Impostos
(=) Lucro Líquido
(+) Depreciação e Amortização
(-) Desembolsos de Capital
(-) Variação do Capital de Giro
(=) Fluxo de Caixa do Acionista (FCA) ou Free Cashflow to Equity (FCFE)
Por esses modelos, o FCA é apurado após a cobertura das necessidades financeiras da empresa, portanto, se trata de um fluxo de caixa residual.

## Cálculo do FCA para uma empresa alavancada (modelo I)
Receitas
(-) Despesas Operacionais
(=) Lucro antes do pagamento de juros, impostos, depreciação e amortização (EBITDA)
(-) Depreciação e Amortização
(=) Lucro antes do pagamento de juros e impostos (EBIT)
(-) Despesas Financeiras (Juros)
(=) Lucro antes dos Impostos

(-) Impostos
(=) Lucro Líquido
(+) Depreciação e Amortização
(-) Desembolsos de Capital
(-) Dividendos Preferenciais (empresas com ações preferenciais)
(-) Pagamento da Dívida Nominal
(-) Variação do Capital de Giro
(+) Novas Emissões de Dívida (Entradas de Caixa)
(=) Fluxo de Caixa do Acionista (FCA) ou Free Cashflow to Equity (FCFE)

## Cálculo do FCA para uma empresa alavancada (modelo II)
Receitas
(-) Custos Operacionais
(+) Despesas de Depreciação
(-) Despesas de Amortização
(=) Lucro Operacional
 (EBITDA)
(-) Despesas Financeiras (Juros, comissoes e outras despesas bancarias)
(=) Lucro Antes do Imposto de Renda (LAIR)
 (EBIT)
(-) Imposto de Renda
 (Imposto sobre a Sociedade = IRC + derrama em Portugal)
(=) Lucro Líquido
 (Net Income)
(+) Despesas de Depreciação
({\displaystyle \pm }) Variação da Dívida  (*)
({\displaystyle \pm }) Variação do Capital de Giro Não-Monetário  (**)
({\displaystyle \pm }) Variação de Investimentos (Variação de Máquinas) (***)
(=) Fluxo de Caixa do Acionista (FCA) ou Free Cashflow to Equity (FCFE)
(*) Quando o período 2 (X2) maior que período 1 (X1) representa contratação de Novas Dívidas (Entradas de Caixa), a diferença será positiva; do contrário a diferença será negativa revelando pagamento da Dívida Nominal (Saída de Caixa).
(**) Se o período 2 (X2) maior que período 1 (X1) representa um aumento no Capital de Giro (CG), portanto, uma Saída de Caixa, a diferença será negativa; do contrário, a diferença será positiva, revelando diminuição do CG, por conseguinte, uma Saída de Caixa.
(***) Se o período 2 (X2) maior que período 1 (X1) representa imobilização de recursos (Investimentos), portanto, uma Saída de Caixa, a diferença será negativa; do contrário, a diferença será positiva, revelando baixa de imobilizado (desinvestimentos), por conseguinte, uma Entrada de Caixa.